# Eburneana
Eburneana is een geslacht van spinnen uit de familie springspinnen (Salticidae).

## Soorten
De volgende soorten zijn bij het geslacht ingedeeld:
- Eburneana magna Wesolowska & Szüts, 2001
- Eburneana scharffi Wesolowska & Szüts, 2001
- Eburneana wandae Szüts, 2003